# FV-107 Scimitar
Pour les articles homonymes, voir Scimitar.
Le FV-107 Scimitar est un véhicule de reconnaissance blindé et chenillé britannique de la famille des véhicules de combat de reconnaissance chenillés ou CVR (T). Il est parfois classé comme "char léger" et ressemble beaucoup au FV-101 Scorpion dont il se distingue par son canon de calibre 30 mm Rarden plus rapide.

## Histoire

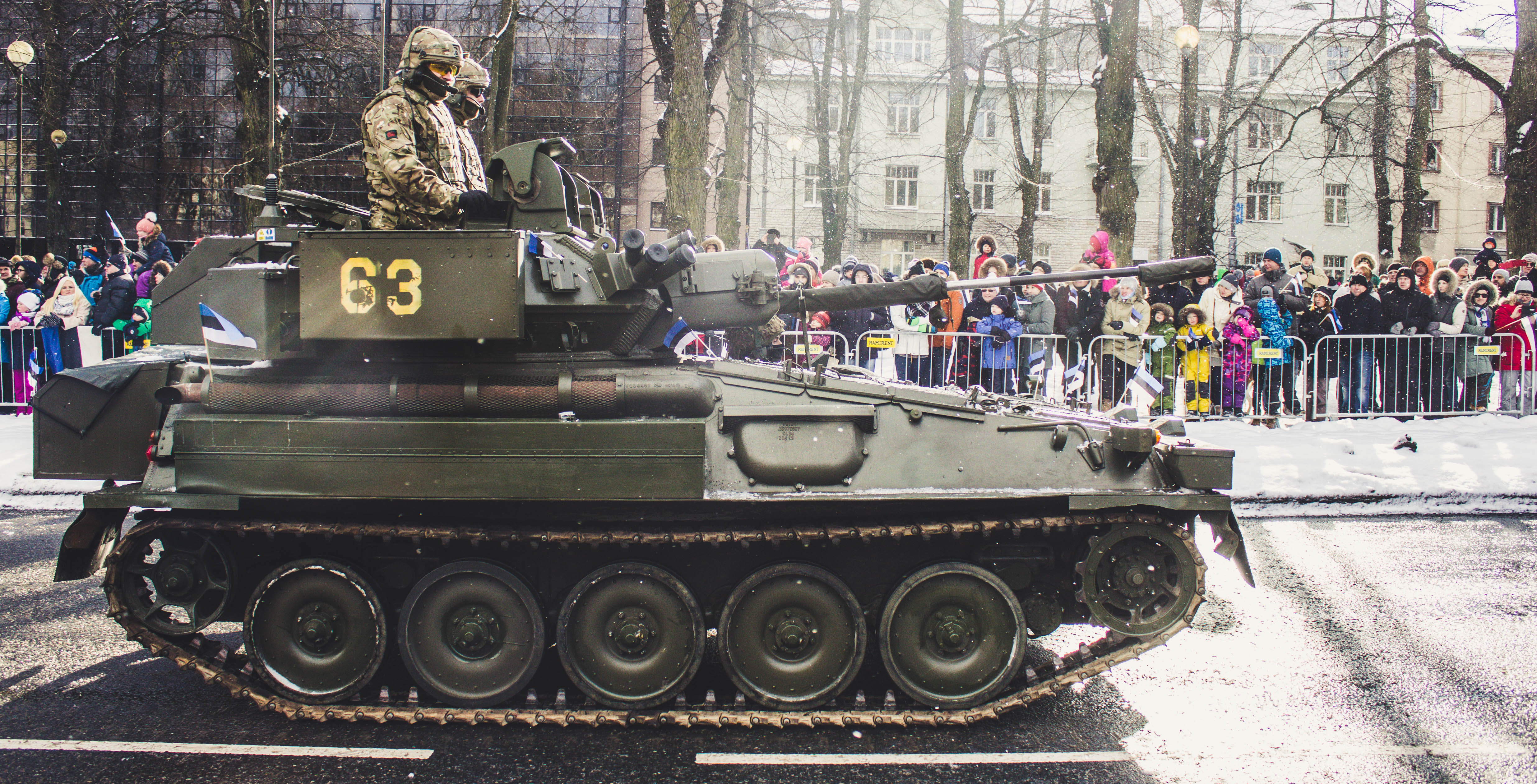
Un Scimitar britannique défilant en Estonie en 2018.

Le FV-107 fait partie de la famille des CVR (T) et est entré en service en 1971.
Initialement, le moteur était un Jaguar J60 essence 190 cv de 4,2 litres et 6 cylindres, le même mais avec puissance réduite que celui utilisé sur certaines voitures de la marque (265 cv). Il a désormais été remplacé par le moteur diesel Cumins BTA de 5,9 litres au cours du programme de revalorisation des CVR (T) ("CVR(T) Life Extension Program (LEP)") en 1997. 
Comme le FV-101, le FV-107 a été employé au combat lors de la Guerre des Malouines en 1982.
Théâtres d'opération :
- Malouines
- Bosnie
- Irak
- Afghanistan
- Somalie

## Scimitar mk II
À la suite d'un programme d'atténuation des risques, en décembre 2010, un contrat a été attribué pour le développement, les essais et la gestion d'un Scimitar amélioré.[5] Cela a été entrepris par l'équipe des services militaires et techniques des véhicules, BAE Systems Telford, qui a coordonné la construction de 50 véhicules au DSG (Defence Support Group) à proximité, à Donnington, qui devait être achevée au début de 2012. Le véhicule de combat Scimitar Mark 2 est l'un des cinq types de CVR(T) améliorés.[6] a été créé au début de 2010 et devrait se poursuivre bien au-delà de 2017.[réf. nécessaire]
Le Scimitar Mk II était :
- Reconditionné pour offrir une meilleure protection des troupes contre les explosions de mines

- Blindage amélioré adapté pour renforcer la résistance aux explosions et aux menaces balistiques

- Fournir des sièges protégés contre les mines (suspendus et montés sur piston) à chaque poste d'équipage

- Améliorer l'espace disponible et améliorer les conditions de l'équipage

- Limiter les réparations tout en réduisant les coûts de maintenance et de cycle de vie, et prolonger la durée de vie en service.

Les véhicules qui en résultent ont depuis été remotorisés avec un moteur diesel Cummins BTA de 5,9 litres et une boîte de vitesses automatique David Brown TN15E+. En plus d'alimenter un système de climatisation, le nouveau moteur plus économe en carburant étend la plage de fonctionnement du véhicule, tandis que la disposition interne repensée permet de repositionner des réservoirs de carburant mieux protégés pour réduire la vulnérabilité aux explosions et aux menaces balistiques.
Le nouvel ensemble moteur et transmission promettait un entretien et une assistance simples pour le Mk II pendant sa durée de vie, des amortisseurs remis à neuf améliorant simultanément le confort de l'équipage - et donc réduisant la fatigue - tout en prolongeant la durée de vie des composants du véhicule et en maintenant la mobilité tactique du véhicule d'origine. malgré une augmentation à un poids opérationnel de 12 000 kg.
BAE Systems a proposé des roues de route améliorées, de nouvelles chenilles métalliques conventionnelles avec un kilométrage garanti (ce qui pourrait réduire les coûts de fonctionnement du véhicule) et des chenilles continues en caoutchouc, qui réduisent considérablement les vibrations et le bruit, permettant à l'équipage de piloter plus efficacement et plus longtemps, même dans les environnements les plus difficiles, tout en réduisant la signature acoustique du véhicule.

## Spécifications
- garde au sol : 0,35 m
- Passage à gué : 1 m
- Amphibie par montage de jupes de flottaison
  - Vitesse dans l'eau
    - Entrainé par chenilles : 6,4 km/h
    - Entrainé par kit hélice : 9,6 km/h

## Armement et équipement

### Armement principal
- Canon de 30 mm Rarden cannon (cadence de tir de 90 coups par minute - 160 obus stockés en soute)
- Type de munitions :
  - obus explosifs
  - obus incendiaires
  - obus perforants

### Armement secondaire
- Mitrailleuse de 7,62 mm emportant 3 000 cartouches
- Lance-pots fumigènes : 1 série de 4 lance-pots de chaque côté de la tourelle

### Équipement
Le FV-107 est protégé contre les attaques NBC.

## Pays utilisateurs
- Royaume-Uni

Le Scimitar est en service[Quand ?] au sein de 5 unités de reconnaissance de l'armée britannique. Il est aussi utilisé par la Royal Air Force dans le cadre des opérations de déminage afin de faciliter le transport des équipes de spécialistes ; le canon de calibre 30 mm est alors utilisé parfois pour provoquer l'explosion de certains engins.
- Belgique

153 Scimitar sont entrés en service en 1983 et ils ont été remplacés en 2004 par le pandur 6x6.
- Ukraine

Ukraine a reçu des FV107 Scimitar avec des canons de calibre 30 mm en avril 2022, donné par le Royaume-Uni

## Utilisation au combat
Deux troupes de l'escadron B, Blues et Royals ont servi dans la guerre des Malouines. Les deux troupes étaient équipées de quatre Scorpions chacune. Ces CVR(T) étaient les seuls véhicules blindés utilisés en action par l'armée britannique pendant le conflit. Au moins un Scimitar a été gravement endommagé par une mine terrestre argentine, mais l'équipage est resté indemne et le véhicule a été récupéré par un hélicoptère Chinook HC.1  et rapidement remis en service par la section REME attachée. Scorpion et Scimitar ont également fourni un soutien de défense aérienne avec des mitrailleuses et des canons de 30 mm; le 23 mai 1982, un Scimitar a réclamé un coup de 30 mm sur un Skyhawk à 1 000 m.
Première guerre du Golfe, le 1st The Queen's Dragoon Guards, avec des renforts attachés, a combattu en tant que régiment pendant cette guerre et était équipé de Scimitar. Une troupe de Scimitars a engagé et assommé des T-62 irakiens, pénétrant leur blindage frontal avec des obus sabot. Un Scimitar a été engagé et touché par un T-55 irakien et la balle pénétrante a traversé la mince armure en aluminium sans blesser l'équipage.
Les FV-107 de l'escadron C ont été utilisés lors de la bataille d'Al Faw dans les premiers jours de l'invasion de l'Irak en 2003. Les plans d'un débarquement amphibie par Scimitars ont été abandonnés en raison de l'exploitation intensive des plages; au lieu de cela, ils sont entrés en Irak par voie terrestre.
En Afghanistan, au cours de l'opération Herrick, des Scimitars ont été déployés soit dans des organisations de troupes standard, soit dans le cadre de troupes composites Jackal, rôle dans lequel ils ont fourni une puissance de feu supplémentaire pour compléter la grande mobilité du Jackal.